# Hannah Dorner

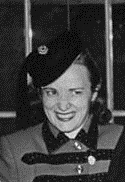
Hannah Dorner in 1944

Hannah Dorner (New York, 23 juni 1911 - 9 maart 1984) was een Amerikaanse activiste en producer. Ze was voorzitter van de HICCASP (Hollywood Independent Citizens Committee of the Arts, Sciences and Professions) en in het geheim lid van de Amerikaanse Communstische Partij.
Dorner werd geboren in een joodse familie en begon haar carrière als journaliste. Ze zette zich in voor de verkiezing van Franklin D. Roosevelt en was aan het einde van de Tweede Wereldoorlog mede-oprichter van de HICCASP, een belangenvereniging van mensen uit de kunstenwereld die zich inzetten om de erfenis van de New Deal te beschermen. Verschillende bekende Hollywoodacteurs, zoals Humphrey Bogart, Charles Laughton, Gregory Peck, Bette Davis en Olivia de Havilland, werden lid van deze vereniging. In feite werd de HICCASP gestuurd door de Amerikaanse Communistische Partij en ze keerde zich tegen de politiek van president Truman, die oorlogszuchtig, antisemitisch en racistisch werd genoemd. Dorner was voorzitter van de HICCASP en in het geheim ook lid van de Communistische Partij. Olivia de Havilland en Ronald Reagan, beiden anti-communisten, stapten boos uit het bestuur van de vereniging. 
Door de vervolging van communisten in de Verenigde Staten moest Dorner in 1950 uitwijken naar Europa, eerst naar Parijs en later naar Londen. Daar werd ze producer, onder andere van de televisieserie over Robin Hood (1955-1959). In 1962 keerde ze terug naar Amerika en zette zich in tegen de Vietnamoorlog.
Naar de naam van haar echtgenoot wordt ze ook Hannah Weinstein genoemd.
- Biblioteca Nacional de España: XX1520769
- International Standard Name Identifier: 0000 0001 1932 3676
- Library of Congress Control Number: no98094831
- SNAC: w6z07dj9
- Virtual International Authority File: 11927018
- WorldCat: E39PBJvt8JcmmKxQFgPhV4KmVC